# آل حجي (السليل)
آل حجي، هي قرية من فئة (ب) تقع في محافظة السليل، والتابعة لمنطقة الرياض في السعودية. وتبعد آل حجي عن محافظة السليل بمسافة تقارب () كم.